# Мисловня-Нова
Мисловня-Нова (пол. Mysłownia Nowa) — село в Польщі, у гміні Гостинін Ґостинінського повіту Мазовецького воєводства.
Населення — 119 осіб (2011).
У 1975-1998 роках село належало до Плоцького воєводства.

## Демографія
Демографічна структура станом на 31 березня 2011 року:
|          | Загалом | Допрацездатний вік | Працездатний вік | Постпрацездатний вік |
| -------- | ------- | ------------------ | ---------------- | -------------------- |
| Чоловіки | 60      | 14                 | 40               | 6                    |
| Жінки    | 59      | 11                 | 28               | 20                   |
| Разом    | 119     | 25                 | 68               | 26                   |